# Productivité
En économie, la productivité entend mesurer le degré de contribution d'un ou de plusieurs facteurs de production (facteurs matériels consommés ou facteurs immatériels mis en œuvre) à la variation du résultat final dégagé par un processus de transformation. La productivité est en lien avec les notions de rendement, d'efficacité, et d'efficience.
La productivité a un rôle clé dans la compréhension de la façon dont les actions humaines (à l'échelon micro ou macro) contribuent au progrès, au développement et à la croissance économique. Historiquement, les gains de productivité les plus forts ont coïncidé avec les périodes de très forte croissance économique.

## Perception de la productivité
Jean Fourastié, dans son ouvrage La productivité, note que « la notion de productivité est à peu près la seule notion admise à la fois par les théories économiques marxistes ou libérales ».
Selon cet auteur, c'est depuis un très petit nombre d'années que la productivité est apparue sous son jour essentiel, c'est-à-dire comme une mesure du progrès technique.
« Les enjeux de la productivité se sont révélés en 4 étapes, pour mettre successivement en évidence :
1. D'abord les liens du progrès technique avec le volume global de la production nationale et avec le niveau de vie
2. Ensuite les liens du progrès technique avec la durée du travail, l'enseignement, l'élévation des âges scolaires et le phénomène général de la répartition de la population active
3. Ensuite, une prise de conscience — plus difficile à franchir — des inégalités foncières manifestées par le progrès technique dans les diverses professions
4. Enfin, plus récemment, l'action du progrès technique sur les prix et par conséquent le pouvoir d'achat »

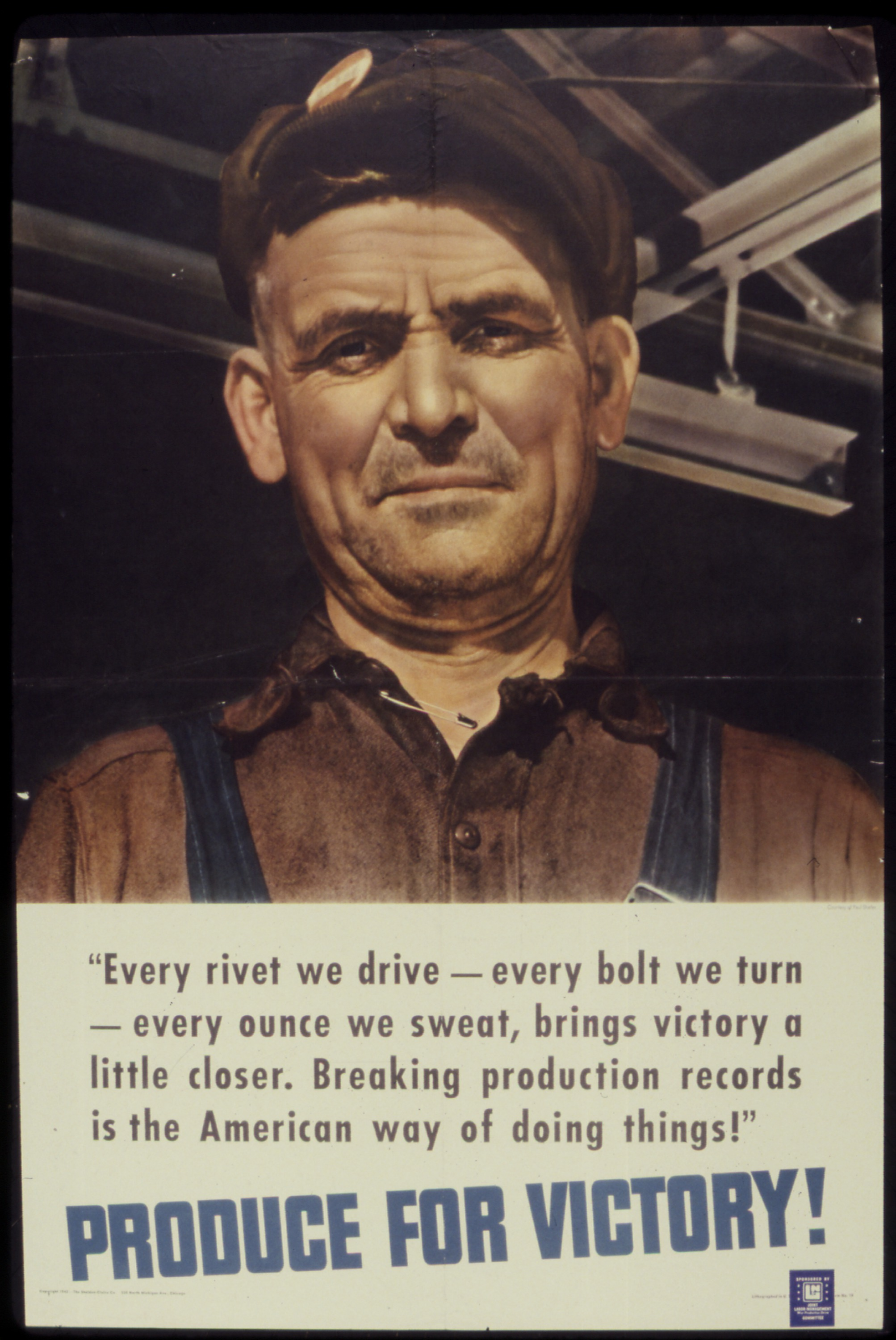
Poster de propagande américain de la Seconde Guerre mondiale, invitant les ouvriers à battre des records de production pour chacun de leurs gestes, les associant à la victoire finale. Source : NARA.

## Gain de productivité
Le gain de productivité se mesure comme la différence entre deux productivités à deux dates données. Ce gain peut être évalué en valeur absolue (gain absolu par travailleur) ou en valeur relative (taux de variation exprimé en pourcentage). Il y a gain de productivité lorsque la croissance de la production est supérieure à celle de ses facteurs ; sinon, ces gains sont nuls.
Le gain de productivité donne lieu à la création d'un surplus qui peut être distribué aux salariés (hausse des salaires, prime, promotion, baisse de la durée du travail, congés payés…), à l'entreprise (augmentation des profits et des fonds propres, autofinancement des investissements), aux actionnaires (hausse des dividendes), aux consommateurs (baisse des prix, augmentation des garanties…) ou à l'État (augmentation des recettes fiscales…).
Traditionnellement, on considère que les gains de productivité sont inégaux selon les secteurs, en particulier dans certains services (où ces gains sont en général plus faibles que dans le secteur des biens matériels), ce qu'avait déjà constaté Adam Smith en donnant l'exemple des coiffeurs, et qu'a généralisé l'économiste William Baumol, sous l'appellation « maladie de Baumol ». Certains services sont toutefois susceptibles de connaître des gains de productivité importants notamment du fait de l'informatisation.
Le concept de productivité s'applique mieux aux produits agricoles ou industriels standardisés et à qualité constante (par exemple : le blé, l'acier, le container…) et moins bien aux services ou aux produits où l'innovation est constante (par exemple : l'informatique), et ce, pour deux raisons :
- le service rendu n'est pas assimilable à un nombre d'actes (nombre de visites médicales, de cours donnés) et la productivité physique est difficile à évaluer ;
- le coût des services est calculé en fonction du coût salarial : toute augmentation de cet élément répercutée sur son prix apparaît comme une augmentation de la productivité en valeur.

Il existe toutefois des exceptions comme les prestations au forfait (par exemple : honoraires d'expert comptable). Effectivement, les gains de productivité réalisés par un employé sur un dossier (petits dossiers aux tâches récurrentes toutes choses égales par ailleurs) peuvent être mesurés entre deux périodes (et ce, à prix équivalent, puisque la facturation se fait au forfait).

## Caractéristiques de la productivité

### Mesure de la productivité
La productivité peut être exprimée sous la forme d'un ratio rapportant le résultat obtenu (extrant) à la consommation constatée des facteurs intrants. Il s'agit donc d'une mesure de rendement, comme l'intensité énergétique du PIB, le rendement par hectare d'une production agricole, etc.
En science économique, la productivité est le rapport de la production de biens ou de services à la quantité de facteurs de production ou intrants (parmi lesquels le capital et le travail) utilisés pour produire ces biens ou services :
- la productivité du capital est le rapport de la valeur ajoutée (VA) au capital fixe productif en volume ;
- la productivité du travail est le rapport de la VA au nombre d'heures travaillées ;
- la productivité globale des facteurs est le rapport de la VA au volume des deux facteurs capital et travail.

La productivité est un ratio obtenu en divisant la production par l'un des facteurs de production employé pour l'obtenir. On peut ainsi calculer la productivité du travail, la productivité du capital, des investissements, des matières premières, etc. Le terme productivité employé seul sous-entend le plus souvent « productivité du travail ».
La recherche de la productivité par action sur l'efficience relève de l'analyse de la valeur et de la gestion de la qualité, et de l'utilisation intelligente du temps travaillé.
Le retour sur temps investi (ROTI) sert d'indicateur de la productivité, mesurant l'efficacité de la conversion du temps en résultats précieux. Une productivité élevée implique d'atteindre davantage dans le même laps de temps, augmentant ainsi le ROTI. Les stratégies pour augmenter la productivité, telles que l'automatisation, la délégation et les processus d'amélioration continue, contribuent directement à l'amélioration du ROTI.
Il existe également une notion de productivité globale des facteurs (PGF), qui vise à synthétiser la productivité d'ensemble du processus de production. Cette variable mesure approximativement le progrès technique. La part de la PGF dans la croissance économique est obtenue en retranchant du taux de croissance moyen annuel la part qui revient aux facteurs de production, capital et travail.
On peut mesurer également la productivité par quantité d'énergie utilisée ou la productivité d'une unité de production ou d'une chaîne de production.

### Productivité du travail
La productivité du travail est définie comme la production (quantité de biens ou de services produits) obtenue pour chaque unité du facteur de production « travail » utilisé.
Par exemple, si le travail est mesuré en nombre d'heures travaillées, la productivité sera égale au ratio entre la quantité produite sur une période temporelle (un jour, une semaine, une année) et le nombre total d'heures travaillées par les employés pendant cette période.
Un autre ratio est calculé en divisant la valeur des biens produits (chiffre d'affaires) par le coût de la main-d'œuvre.
Le premier ratio donne la productivité réelle (du latin res, la chose) qui mesure la relation entre deux quantités physiques. Le second fournit la productivité financière.
Le rapprochement des deux ratios calculés à des époques différentes, montre la dégradation ou la progression de la part des salariés dans la répartition du produit des firmes.
Lors de l'étude d'une éventuelle délocalisation vers un autre État, le ratio de productivité financière est usuellement privilégié.

#### Source des gains de productivité
La hausse de la productivité est due à plusieurs facteurs : l'organisation du travail, la motivation, la performance du matériel, l'environnement de l'entreprise, le climat social, l'expérience et la qualification, la responsabilité et la confiance… Pour les économistes, le terme « technologie » est souvent utilisé, dans un sens large, pour englober tout ce qui détermine la productivité.
Les études de Garett Jones semblent indiquer que les gains de productivités ne peuvent être obtenus dans certains secteurs « O-ring » (qui demandant une très grande précision de la part du travailleur) que si ces secteurs sont accessibles aux personnes ayant un QI élevé.
Mais l'amélioration de la productivité provient essentiellement du progrès scientifique, que ce soit dans les sciences exactes (informatique, électronique…) ou humaines (gestion…).

##### Effet du management sur la productivité
L'effet du management sur la productivité des entreprises est généralement difficile à estimer. Dans une étude publiée en 2013 dans le Quarterly Journal of Economics, Nicholas Bloom et ses coauteurs présentent les conclusions d'une expérience contrôlée menée en Inde dans laquelle ils ont offert à un groupe d'entreprises tirées au hasard un service de conseil pour améliorer leurs pratiques managériales. En comparant, les performances de ces entreprises avec les entreprises appartenant au groupe de contrôle, ils peuvent identifier l'effet des innovations managériales sur la productivité. Cette étude montre que la productivité a augmenté de 17 % en un an dans les entreprises ayant bénéficié du conseil en management.
Une étude menée au sein de la banque américaine Bank of America visant à comprendre ce qui distinguait un salarié productif des « autres » a montré que la cohésion et le dialogue entre collègues améliorait le facteur productivité. Les salariés étaient amenés à porter un badge intelligent qui enregistrait leurs mouvements. Les résultats ont montré que les employés les plus efficaces sont ceux qui font partie d'une équipe soudée et échangent énormément avec leurs collègues. La banque, soucieuse d'optimiser sa productivité, développa une politique de cohésion d'équipe parmi ses collaborateurs ce qui fit augmenter la productivité de 10 %.
L'effet Hawthorne conduit à ce que la motivation, et en conséquence la productivité, augmente en phase d'expérimentation de nouvelles méthodes de management. Cet effet est donc à prendre en compte avant toute décision de généralisation desdites méthodes.

#### Laloi de Baumol
La productivité n'augmente pas à même vitesse dans tous les secteurs, en effet, la productivité du secteur tertiaire croît beaucoup moins vite que celle des secteurs primaire et secondaire. Or, cette hausse de la productivité dans le secteur des biens augmente l'offre, il faudra plus de main d’œuvre et donc le salaire des travailleurs augmentera, ce qui est compensé par la hausse de la productivité et donc la réduction des coûts de production ; cependant, le salaire des travailleurs des secteurs primaire et secondaire augmentant, ces emplois deviendront plus attractifs relativement à ceux du secteur tertiaire, ainsi, les entreprises du secteur tertiaire devront augmenter le salaire de leurs travailleurs, mais ayant une hausse de productivité plus faible, l'augmentation des salaires devra se répercuter sur les prix, qui augmenteront incessamment.

### Femmes et productivité

Incitation à la productivité par des gratifications telle que celle que reçoit Mrs Elsie Harrison entre 1942 et 1943.
(Photo : Office for Emergency Management - War Production Board
Source : fonds historique de la NARA).

Plusieurs inégalités entre les hommes et les femmes sont rencontrées dans le milieu des affaires. Récemment[Quand ?], plusieurs études[Lesquelles ?] démontrent qu'il pourrait exister un lien entre la productivité de l'entreprise et la présence des femmes dans celle-ci.

#### Phénomène des femmes au travail
Depuis le début du XXe siècle, une hausse considérable des femmes sur le marché du travail est survenue. Malgré ce phénomène, on[Qui ?] observe encore aujourd'hui une inégalité entre les hommes et les femmes, entre autres concernant l'accessibilité des postes administratifs. En effet, seulement 15,3 % de ceux-ci sont occupés par des femmes. Avec plus d'accessibilité aux postes de directions, les femmes pourraient changer la facette de la productivité au sein des entreprises.

#### Études: Femmes vs performance
Selon plusieurs études[Lesquelles ?], il y aurait une corrélation entre la présence des femmes dans une entreprise et la performance de celle-ci. En effet, Michel Ferrary a établi un lien étroit entre la croissance du chiffre d'affaires des entreprises et l'augmentation de la présence de femmes cadres dans celles-ci. Par les résultats de ses recherches, l'expert en vient à conclure que :

« Les entreprises les plus féminisées sont plus rentables, ont une meilleure productivité et créent davantage d'emplois. »

## Effets sur l'emploi
De nombreux auteurs ont débattu des effets positifs et négatifs de la productivité sur l'emploi. La plupart des économistes considèrent que l'augmentation de la productivité génère des effets complexes sur l'emploi : effets positifs et/ou négatifs en fonction du temps, des secteurs, des pays. Elle doit donc être appréciée comme étant un facteur parmi d'autres.

### SelonKarl Marx
- Marx rapporte — dans Le Capital — la théorie (défendue par James Mill, John McCulloch, Robert Torrens, Senior, John Stuart Mill, et d'autres) selon laquelle la mécanisation de l'industrie conduirait certes au remplacement d'ouvriers par des machines, mais aussi rendrait disponibles les moyens de subsistance de ces ouvriers à d'autres ouvriers, ou aux mêmes ouvriers, qui s'engageraient dans une autre industrie. Il y aurait donc « compensation ».
- Marx répond alors que les ouvriers licenciés, avant de retrouver un emploi, se retrouvent au chômage, et donc incapables de s'acheter les mêmes moyens de subsistance qu'ils pouvaient auparavant ; que, spécialisés dans une tâche qu'ils connaissaient bien, les chômeurs peinent à trouver un métier à la hauteur de leur ancienne qualification, et sont souvent réduits à prendre un emploi inférieur. Ainsi pour Marx, s'il y a « compensation », elle n'est ni immédiate, ni homogène parmi les travailleurs.
- Marx cite cependant plusieurs cas où l'augmentation de la productivité mène à l'amélioration du taux d'emploi. Pour prendre un exemple contemporain, supposons que la croissance de la productivité permette de produire 4 fois plus d'automobiles avec le même nombre d'ouvriers ou même un nombre d'ouvriers inférieur. Il faudra alors 4 fois plus d'acier pour les produire et 4 fois plus d'essence pour les faire rouler, ce qui signifiera une augmentation de l'activité dans ces secteurs[9].

### SelonJean Fourastié
Dans son ouvrage La réalité économique, l'auteur estime que l'équation fondamentale de l'équilibre économique est donnée par la relation :Emploi = consommation / productivité, où l'emploi est en longue période la variable d'ajustement.En indiquant plus loin dans son raisonnement, que les hommes qui produisent de plus en plus de biens avec de moins en moins de travail ont le choix entre :
- produire plus et consommer plus (arbitrage en faveur du niveau de vie) ;
- ou ne pas produire plus, de travailler moins, et donc de ne pas augmenter la consommation (arbitrage en faveur du genre de vie).

### SelonAlfred Sauvy
La productivité est à la base de sa théorie du déversement selon laquelle les emplois, par le biais du progrès technique, se « déversent », c'est-à-dire que des emplois sont détruits dans un secteur au profit d'un autre secteur d'activité. Empiriquement c'est le secteur primaire qui a le plus souffert de la destruction d'emplois généré par le progrès technique avec une baisse de 57 % entre 1978 et 2004 pour l'agriculture notamment. Quant à la création d'emplois, elle s'est principalement opérée dans le secteur tertiaire, c'est ce que l'on nomme la tertiarisation. En longue période, le progrès de la production butant sur la capacité des marchés et des consommateurs à absorber le volume croissant des produits, conduit à la réduction des effectifs du secteur primaire agricole, puis du secteur secondaire industriel. Les travailleurs sont contraints par un mouvement de déversement continu. La question contemporaine étant d'évaluer l'impact de la productivité sur les activités tertiaires et les effectifs qu'elles emploient. Le progrès technique qui entraîne l'amélioration de la productivité a donc des effets considérables sur l'emploi tant au niveau quantitatif que qualitatif. Que sera l'étape suivante ? L'émergence d'un secteur quaternaire ? Ou la marche vers la civilisation des loisirs annoncée par Joffre Dumazedier ?

## Productivité etdéveloppement durable

### Concernant la productivité des écosystèmes ou agrosystèmes
Le maintien et l'auto-entretien d'une productivité agricole, sylvicole, halieutique… haute, et compatible avec l'épanouissement du reste de la vie, est une des bases du développement durable. Il dépend de la diversité des espèces qui constituent l'écosystème, qui est notamment pour les plantes un puissant facteur de résilience écologique face au stress.
Les effets (indirects et différés notamment) d'un gain de productivité sur le plan du développement durable sont très difficiles à évaluer. On sait maintenant que, ce qui fait des services écosystémiques des facteurs de productivité, qu'on ne sait cependant pas évaluer avec les outils de l'économie classique. Dans ce cas, ce sont souvent des mutualismes (ex : Plante-pollinisateur) qui sont en danger au-delà des espèces elles-mêmes, ce qui met en péril la productivité de pans entiers d'écosystèmes ou d'agrosystèmes. De plus souvent la diversité des pollinisateurs, au sein d'une communauté de pollinisateurs différents et même au sein d'une même genre augmente la productivité, par exemple pour les abeilles pollinisant les caféiers. À titre d'exemple, la productivité d'un champ ou d'une prairie peut augmenter puis fortement régresser (alors que la biodiversité y régresse et que le sol s'y dégrade) en cas d'usages systématiques, intenses et répétés, d'engrais, du labour et de pesticides. Inversement, une prairie riche en biodiversité produira plus et constituera un meilleur puits de carbone,. Dans certains cas, certains pollinisateurs spécialistes (souvent menacés) sont nécessaires à la bioproductivité la plus élevée.
La productivité agricole, sylvicole et des écosystèmes dépend aussi de facteurs discrets tels que la diversité et qualité des champignons du sol et du bois mort.

### Concernant la productivité du travail ou du capital non naturel[réf.nécessaire]
Notons tout d'abord que, dans une approche économique néoclassique, la productivité est évaluée par rapport aux seuls facteurs de production capital et travail, mais qu'elle ignore la quantité de ressource naturelle employée pour la production des biens ou des services. Ceci est la conséquence de modèles économiques qui ont été élaborés à l'origine au XIXe siècle (école néoclassique), alors qu'on ne connaissait pas de limite à l'exploitation des ressources naturelles. Aujourd'hui, la situation est bien différente, puisque nous savons que nous allons vers un épuisement des énergies fossiles et de diverses matières premières, ce qui se traduit par le fait que l'empreinte écologique globale de l'humanité dépasse la capacité de la Terre à renouveler les ressources naturelles.
Ainsi, lorsque la productivité augmente, en général, pour une même quantité de capital et de travail, la quantité de ressource naturelle utilisée pour la production des biens ou des services augmente, ce qui peut avoir des effets négatifs ce qui concerne le développement durable sur le pilier environnemental, sauf si l'entreprise fait appel au recyclage.
Si la productivité du travail augmente, le nombre d'heures travaillées pour une même quantité de production diminue, ce qui signifie que :
- soit la durée du travail diminue, sans impact social négatif,
- soit le nombre d'emplois diminue dans l'entreprise, ce qui permet de ré-allouer ces emplois à des activités plus utiles (Destruction créatrice) mais peut avoir des effets négatifs en matière sociale (chômage). Un autre cas peut se produire, si l'entreprise choisit de délocaliser la production dans une région à faibles salaires, mais la multiplication de telles opérations conduit à exporter le modèle occidental dans les pays dits émergents, avec des conséquences négatives sur le plan du développement durable.
- soit la production augmente et la consommation de ressource naturelle s'accroît avec un effet négatif sur le pilier environnemental du développement durable (sauf en cas de recyclage).

Donc un gain de productivité du travail peut avoir des conséquences négatives sur le plan du développement durable, ces conséquences pouvant être modérées par la généralisation du recyclage, ou le remplacement des emplois de production de biens dans l'industrie par des emplois dans le secteur tertiaire moins consommateurs de ressources naturelles.

## Approchemanagériale
Les concepts de direction par objectifs (DPO) et de ProMES ont été développés. La motivation des employés est importante pour augmenter leur productivité.

### Goulot d'étranglement
L'amélioration de la productivité, certes liée au progrès technique, dépend aussi du processus de production du système considéré, et des procédés de fabrication. La théorie des goulets postule que la capacité de production d'un système dépend principalement de la capacité de son (ses) goulet(s).
- Diminution de la productivité – L'amélioration du rendement en dehors du chemin critique d'un processus de production diminue la productivité, ne générant que des surplus d'inventaire d'en cours.
- Paradoxe de la productivité – Le paradoxe précédent s'explique par la diminution du ratio économique associé (à production égale, l'amélioration du rendement entraîne une diminution du volume de travail effectué).
- Augmentation de la productivité – L'amélioration du rendement n'augmente la productivité que si l'amélioration considérée s'applique au goulet d'étranglement du système de production considéré.

L'approche visant à une utilisation à 100 % des ressources ne fait que déplacer les goulets d'étranglement et rendre instable l'ensemble du système. Au contraire, une certaine sous-utilisation des ressources qui ne sont pas soumises à des goulets augmente la capacité d'un système à absorber les imprévus et à protéger la productivité du goulot.

## Controversesthéoriques[21]
Les origines de la productivité ne sont pas les mêmes pour toutes les écoles de pensée :
- Pour les marxistes, le travail est le seul facteur productif qui est l'unique source de la productivité.
- D'autres chercheurs considèrent que la productivité trouve ses origines dans une meilleure utilisation des moyens de production qui permet de produire plus avec les mêmes facteurs de production ou de réaliser la même production mais avec moins de coûts (cf. Progrès technique).
- D'autres considèrent, enfin, que l'origine de l'augmentation de la productivité n'est pas à chercher dans le travail, le capital, les deux ou dans le progrès technique uniquement mais aussi dans les ressources naturelles qui s'épuisent à cause de la surexploitation exercée par les économies développées à l'égard des anciennes colonies[21].